# NeXT
Next Computers byla americká počítačová společnost sídlící v Redwood City v Kalifornii. Tato společnost byla zaměřena na vývoj a výrobu výkonných pracovních stanic určených pro firmy a univerzity. NeXT Computers byl založen v roce 1985 spoluzakladatelem Apple Computers Stevem Jobsem ve stejném roce, kdy rezignoval na svoji funkci ve společnosti Apple. V roce 1988 představil NeXT svůj první počítač, a v roce 1990 menší NeXTstation. Celkem se počítačů NeXT prodalo okolo 50 000 kusů, přestože jeho inovativní objektově orientovaný operační systém NeXT STEP a vývojové prostředí byl na svou dobu velmi pokrokový.

## První generace 1987–1993: NeXT Computer

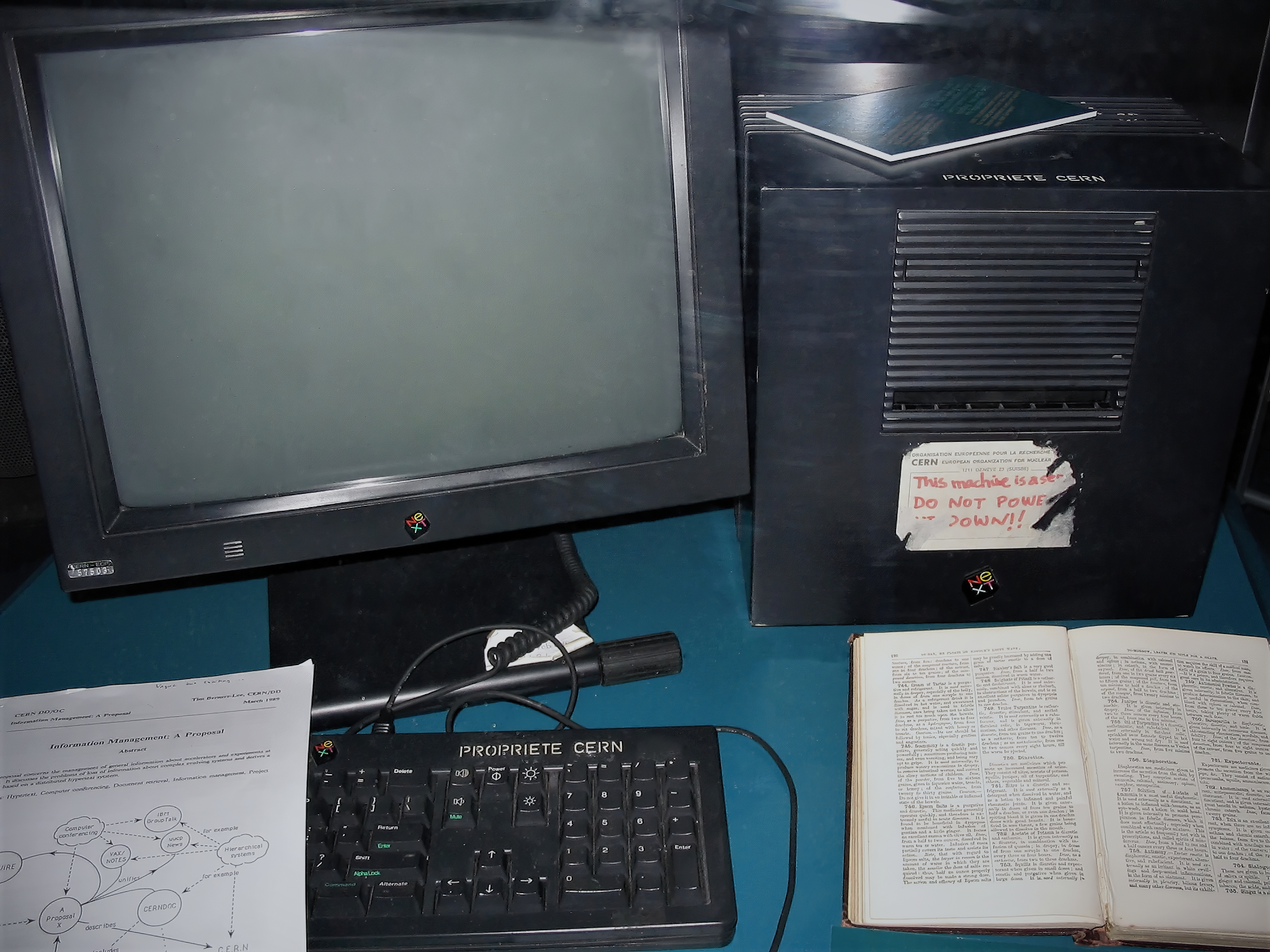
První webový server na světě byl NeXT a vlastnil jej stvořitel webu Tim Berners-Lee

Po založení firmy NeXT se Steve Jobs se svými spolupracovníky vrátili k myšlence, kterou Jobsovi ještě v dobách jeho řízení firmy Apple nadnesl Paul Berg, aby firma Apple zkonstruovala výkonnou grafickou pracovní stanici vhodnou například pro provádění simulací chemických reakcí se zobrazením výsledků na monitoru s vysokým rozlišením.
Berg tuto pracovní stanici označoval jménem „3M“, kde jednotlivá písmena M znamenala:
- jeden Megabajt operační paměti,
- displej s jedním Miliónem pixelů (megapixel)
- výpočetní rychlost jeden MFLOPS.

Pevný disk prvního počítače NeXT byl nabízen v několika variantách : 40 MB , 330 MB nebo 660 MB. Dalším zcela revolučním prvkem nového NeXT Computeru byla zabudovaná magnetooptická jednotka, která byla v té době naprostou novinkou. NeXT Computer bylo možné provozovat i pouze s magnetooptickou jednotkou, i když se v této konfiguraci nemohl magnetooptický disk z počítače vysunovat za jeho běhu). V počítači byla umístěna taktéž síťová karta pro Ethernet. Grafický subsystém počítače NeXT Computer byl navržen tak, aby mohl ovládat sedmnáctipalcový displej tzv. MegaPixel, zobrazující grafiku ve čtyřech stupních šedi (černá, dva stupně šedi a bílá) v rozlišení 1120×832 pixelů. Všechny moduly NeXT Computeru byly kromě displeje, klávesnice a myši umístěny do čisté tmavé kostky o stranách majících délku přesně jedné stopy. Právě z tohoto důvodu se tomuto počítači přezdívalo the cube.

## Druhá generace 1990: NeXTcube

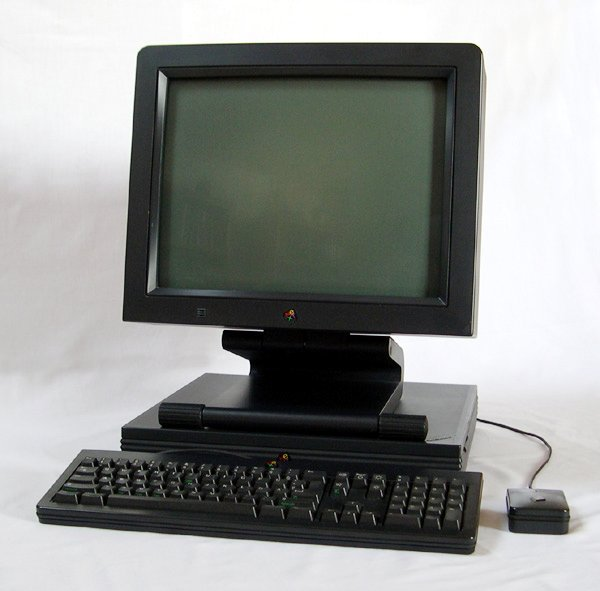
Grafická stanice NeXT s originální klávesnicí, myší a MegaPixel monitorem

V roce 1990 uvedla společnost NeXT na trh druhou generaci svých grafických pracovních stanic. Jednalo o vylepšený NeXT Computer, který ve své druhé verzi dostal více než přiléhavý název NeXTcube. Jednalo se o počítač vybavený mikroprocesorem Motorola M68040s s frekvencí 25 MHz, který kromě jednotky pro řízení přístupu do operační paměti (MMU) obsahoval i plnohodnotný matematický koprocesor (FPU – Floating Point Unit). Ovšem kromě tohoto mikroprocesoru byl v pracovní stanici NeXTcube zabudován i druhý procesor – konkrétně se jednalo o DSP (digitální signálový procesor) Motorola 56001 s frekvencí 25 MHz. Úlohou tohoto DSP bylo především řízení zvukového subsystému. Kromě CPU a DSP obsahoval NeXTcube i dvanáct samostatně pracujících a programovatelných DMA kanálů používaných pro mnoho operací, například pro přístup k datům na pevném disku, grafickým přenosům, přenosům dat atd.
Základní grafické schopnosti NeXTcube zůstaly stejné, jako u původního NeXT Computeru. To znamená, že se grafické uživatelské prostředí operačního systému zobrazovalo s využitím grafického režimu o rozlišení 1120×832 pixelů se čtyřmi stupni šedi. Navíc však bylo možné za přibližně 400 USD dokoupit přídavnou grafickou kartu umožňující práci v 32bitovém grafickém režimu true color. Počítač měl v základní sestavě nainstalováno 8 MB operační paměti a pevný disk s kapacitou 340 MB. Kromě standardního sériového rozhraní a rozhraní sítě Ethernet byl na zadní straně NeXTcube vyveden i konektor SCSI/2, který bylo možné použít mnoha způsoby – k připojení některých typů tiskáren, skenerů, diskových polí, laboratorních přístrojů atd.

## NeXTstation – levnější alternativa k NeXTcube
Kromě relativně drahé pracovní stanice NeXTcube, která spolu se všemi rozšířeními stála okolo 15 tis. USD, nabízela společnost NeXT méně náročným zákazníkům méně výkonnou, nerozšiřitelnou, levnější variantu – stanici NeXTstation. První varianta NeXTstation byla výrazně levnější než NeXTcube. NeXTstation i s monochromaatickým monitorem se prodával za přibližně třetinovou cenu, ovšem za cenu toho, že v systému nebyly nainstalovány některé aplikace, především vývojové nástroje (NeXTSTEP development tools). V této ceně dostal zákazník počítač s 8 MB operační paměti, pevným diskem s kapacitou 105 MB a procesorem i DSP shodným s NeXTcube (CPU Motorola 68040 @ 25 MHz, DSP Motorola 56001 @ 25 MHz).
Další viditelná změna proběhla v oblasti výměnných paměťových médií. Místo velkokapacitního, poměrně drahého magnetooptického disku byla v NeXTstation použita disketová jednotka. Pozdější modely NeXTstation vybaveny jednotkami CD-ROM s tím, že přenosy dat budou probíhat především po síti.